# Central de Autobuses de Tuxtepec
La  Central de Autobuses de Tuxtepec  es una de las terminales más importantes del centro urbano de la Región de la Cuenca del Papaloapan y la del estado. en esa terminal sirven de enlace a los habitantes de la zona de habitaciones con las pobalciones en el estado de oaxaca y sus estados vecinos.que ofrece un servicio a líneas de todas las clases, perteneciente al Grupo ADO, desde las del tipo económico hasta los de primera clase.

## Ubicación
Se encuentra Ubicado en la Calle Mariano Matamoros entre calle Libertad y Jesús Carranza junto a la tienda de muebles.

## Especificaciones de la Terminal
- Números de andenes:14
- Espacio de esparcimiento de autobuses:
- Superficie total de la terminal:
- Servicio de Estacionamiento:
- Número de taquilla:
- Número de locales comerciales:
- Salas de espera:1

## Destinos
| Líneas de Autobuses                     | Destinos |
| --------------------------------------- | --- |
| Autobuses de Oriente ADO                | Acayucan, Cancún, Cárdenas, Chetumal, Cd. del Carmen, Coatzacoalcos, Córdoba, Juan Rodríguez Clara, Loma Bonita, Cd. de México TAPO, Cd. de México Norte, Minatitlán, Oaxaca, Orizaba, Playa del Carmen Alterna, Playa Vicente, Puebla CAPU, Santa Cruz, Tierra Blanca, Tres Valles, Tulum, Veracruz CAVE, Villa Isla, Villahermosa, Xalapa. |
| Omnibus Cristobal Colon OCC             | Acayucan, Coatzacoalcos, Cosamaloapan, Huixtla, Minatitlán, Tapachula, Tonala, Tuxtla Gutiérrez. |
| Autobuses Unidos AU                     | Directo Arriaga, Ángel R. Cabada, Cardel, Cerro Machín, Ciudad Lerdo, Ciudad Mendoza, Cosamaloapan, Ixtlan, La Tinaja, Loma Bonita, Ma. Lombardo de Caso, Matías Romero, Ciudad de México TAPO, Ciudad de México Norte, Huatulco, Juchitán de Zaragoza, Puebla CAPU, Oaxaca, Orizaba, Playa Vicente, Pochutla, Puerto Escondido, Salina Cruz, San Andrés Tuxla, San Cristóbal, Santa Cruz, Santiago Tuxtla, Tapanatepec, Tehuantepec, Tierra Blanca, Tlacotalpan, Tres Valles, Veracruz CAVE, Xalapa. Intermedio: Alvarado, Boca del Río, Cosamaloapan, Paso del Toro, Veracruz CAVE. |
| Transportes Regionales Veracruzanos TRV | Alvarado, Boca del Río, Cosamaloapan, Paso del Toro, Veracruz CAVE. |

## Transporte público de pasajeros
- Servicio de Taxi